# 四面山镇 (江安县)
四面山镇，是中华人民共和国四川省宜宾市江安县下辖的一个乡镇级行政单位。2019年8月，撤销水清镇，将其所属行政区域划归四面山镇管辖。四面山镇山华村、总旗村、高洞村所属行政区域划归阳春镇管辖。

## 行政区划
四面山镇下辖以下地区：
四面山社区、坪坝社区村、玉屏村、七里半村、庙湾村、石坝村、向阳村、山华社区村、总旗村、高洞村、瓦窑村、九台村、金龙村、义安村、天佛村、中桥社区村、新桥村、龙泉村、新屋村、石塔村、前进村、渔湾村、兴利村、天泉村、场坝村、普照村和新华村。